# جوزيه غروت
جوزيه غروت هو محامي وسياسي أمريكي، ولد في 28 مايو 1841 في كونتون في كندا، وتوفي في 19 يوليو 1925 في ديربي في الولايات المتحدة. نشط حزبياً في الحزب الجمهوري. وقد انتخب List of speakers of the Vermont House of Representatives ‏ وانتخب حاكم فيرمونت ‏ (8 أكتوبر 1896 – 6 أكتوبر 1898).